# Hydrophyllum tenuipes
Espèce
Hydrophyllum tenuipes, est une espèce de plantes de la famille des Hydrophyllaceae.